# Perles
Perles je slovenski proizvajalec profesionalnega električnega orodja, ki ga je ustanovil Rudolf Weber leta 1936 v Švici. Razvoj in proizvodnja izdelkov potekata v Sloveniji. 
Leta 1958 je začelo podjetje sodelovati s slovensko Iskro. Kasneje, leta 1971, je postala Iskra večinski lastnik, leta 2000 pa 100-odstotni. Kasneje je divizijo Iskra ERO prevzelo podjetje Hidria, s tem pa tudi Perles. V naslednjih letih je Perles zašel v poslovne težave, zmanjšal je število delavcev in preselil proizvodnjo iz Kranja v Šenčur. Leta 2010 je Hidria prodala Perles irskemu kapitalskemu skladu.
Leta 2015 je Perles prevzelo podjetje ATech.